# 山口県立小野田工業高等学校
山口県立小野田工業高等学校（やまぐちけんりつ おのだこうぎょうこうとうがっこう）は、山口県山陽小野田市に所在する公立の工業高等学校。

## 概要
山陽小野田市街地に位置する。通称は、小工（しょうこう）。

## 設置学科
全日制
- 機械科
  - 生産機械コース（機械加工を中心とするコース）
  - メカトロコース
- 情報科学科
  - 情報制御コース（ハードウェア中心コース）
  - 情報通信コース（ソフトウエア重点コース）
- 化学工業科
  - 材料化学コース（製造化学コース）
  - 環境化学コース（環境コース）

定時制
- 機械科

## 沿革
- 1926年（大正15年）4月 - 小野田町外二箇村学校組合立小野田実業実践学校を設置。
- 1931年（昭和6年）4月 - 小野田町外二箇村学校組合立小野田実業専修学校に改称。
- 1940年（昭和15年）4月 - 小野田町外二箇村学校組合立山口県小野田実業学校に改称。
- 1943年（昭和18年）4月 - 小野田市立小野田工業学校に改称（機械科）。
- 1944年（昭和19年）4月 - 山口県立小野田工業学校に改称（機械科・工業化学科を設置）。
- 1948年（昭和23年）4月 - 山口県立小野田工業高等学校に改称、定時制課程併設（機械科、工業化学科を設置）。
- 1960年（昭和35年）4月 - 工業計測科新設。
- 1963年（昭和38年）4月 - 原動機械科新設。
- 1973年（昭和48年）4月 - 定時制工業化学科募集停止。
- 1976年（昭和51年）4月 - 全日制原動機械科募集停止。
- 1984年（昭和59年）4月 - 全日制工業化学科を化学工業科に科名変更。
- 1989年（平成元年）4月 - 全日制工業計測科を電子科に科名変更。
- 2000年（平成12年）4月 - 学科コース制導入。
- 2001年（平成13年）4月 - 電子科の募集を停止し、情報科学科に改編。

## 交通
- JR山陽本線・小野田線 小野田駅から約3km
- JR小野田線 南小野田駅から徒歩約3分

## 著名な出身者
- 福島知春 - プロ野球選手
- 今村豊 - 競艇選手
- 岡﨑一明 - オウム真理教元幹部
- 枝村要作 - 日本社会党衆議院議員（小野田工業学校卒）